# 2009-es magyar teniszbajnokság
A 2009-es magyar teniszbajnokság a száztizedik magyar bajnokság volt. A bajnokságot augusztus 10. és 16. között rendezték meg Budapesten, a Park Teniszklubban.

## Eredmények
| Versenyszám  | Arany                                           | Arany | Ezüst                                               | Ezüst | Bronz | Bronz |
| ------------ | ----------------------------------------------- | ----- | --------------------------------------------------- | ----- | --- | ----- |
| Férfi egyéni | Balázs Attila Kiskastély SE                     |       | Balázs György Kiskastély SE                         |       | Noszály Sándor Diego VKKrocskó Krisztián MTK                                                                 |       |
| Női egyéni   | Bukta Ágnes Szarvasi USE                        |       | Batta Lucia IDOM Team 2000 TSE                      |       | Antunovics Dunja Gellért SEKovács Krisztina Balatonboglári TC                                                |       |
| Férfi páros  | Balázs Attila, Balázs György Kiskastély SE      |       | Krocskó Krisztián, Szatmáry Adrián MTK, Tálentum TC |       | Nagy Péter, Weidinger Gergő IDOM Team 2000 TSE, Építők TKGödry Levente, Jancsó Miklós IDOM Team 2000 TSE     |       |
| Női páros    | Bukta Ágnes, Müller Réka Szarvasi USE, Vasas SC |       | Halász Klaudia, Hegedűs Dóra IDOM Team 2000 TSE     |       | Argyelán Csilla, Bulgakova Vaszilisza MTKBatta Lucia, Kovács Krisztina IDOM Team 2000 TSE, Balatonboglári TC |       |